# RER (ferrocarril)

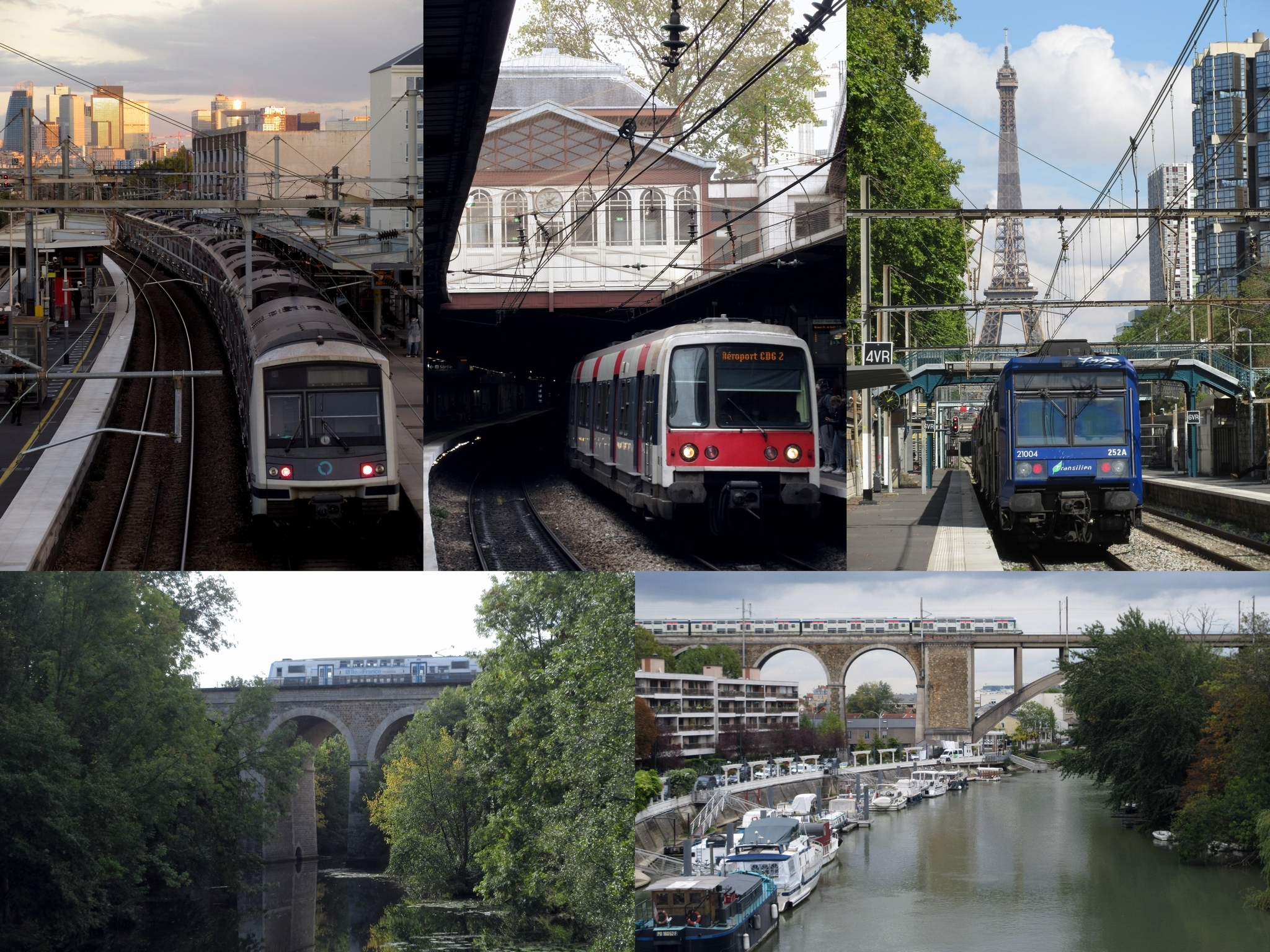
Tren Línea

RER  es la sigla de Red Exprés Regional (Réseau Express Régional en francés). Se usa habitualmente RER para referirse al sistema de trenes de cercanías suburbanos propio de la región parisina, aunque se usa también para nombrar a proyectos similares en Bruselas y grandes ciudades de Suiza. 
El RER se compone de antiguas líneas suburbanas (la mayoría datan del siglo XIX como las líneas de Paris - Saint Germain-en-Laye (primer ferrocarril de Francia) o la línea de Sceaux y el ferrocarril de la Bastilla, de una línea de los años 1960 (línea de La Défense) y de túneles que atraviesan París, construidos entre 1970 y 1999.
La explotación del RER parisino tiene la particularidad de ser compartida por la RATP (Régie Autonome des Transports Parisiens), consorcio regional de transportes de la región de Isla de Francia) y SNCF Viajeros (Société nationale des chemins de fer français), compañía nacional de ferrocarriles franceses. Se llama interconexión a la circulación de trenes entre ambas administraciones. Esta división se explica por el origen de las líneas, pues, en el caso de la red exprés regional, los tramos explotados por RATP están electrificados a 1500 V CC y los tramos explotados por SNCF a 25 kV CA. Los trenes que circulan por líneas explotadas conjuntamente son desde los años 1980 bitensión.
En la actualidad dos líneas se gestionan de forma compartida entre RATP y SNCF (A y B) y las otras son gestionadas por SNCF, con la excepción del tramo Châtelet-Les Halles - Gare du Nord de la línea D que comparte túnel con la línea B en un tramo a 1500 V CC explotado por RATP.
La función fundamental de esta red es asegurar un servicio ferroviario de cercanías con frecuencias en hora valle de 10-15 min en un radio de 15-20 km de París y de 20 min en un radio de 40-50 km de París. Dichas frecuencias se duplican en general en horas punta. Dentro de París, el RER se utiliza como red metropolitana exprés con múltiples correspondencias con el metro. Dentro de dicha zona, el RER tiene estaciones más profundas y amplias que las de metro.
En 2007, el RER tiene 5 líneas: A, B, C, D y E. Tiene 256 estaciones y apeaderos y 587 km de vía férrea, de los cuales 76,5 son subterráneos, principalmente dentro de París. 33 de dichas estaciones se encuentran dentro de París. La red regional continúa creciendo hoy día, siendo la última línea inaugurada la E en 1999.

## Historia
El RER de la Isla de Francia nace de una doble cuestión reconocida desde principios del siglo XX: unir entre sí las diferentes estaciones parisinas y simplificar los intercambios pendulares París-área metropolitana suprimiendo las subidas y bajadas masivas en las estaciones principales.
Los orígenes del RER se encuentran en el plan de Ruhlmann-Langewin en 1936 de la CMP (Compagnie du chemin de fer métropolitain de París) para crear un metro exprés regional de gálibo ancho. El primer acontecimiento fue la incorporación de la línea de Sceaux a la CMP en 1938 tras modernizarla (electrificación, andenes más altos, señalización...).
Este plan lo vuelve a sacar en la posguerra la RATP, sucesora de la CMP, durante los años 50. En 1960, un comité interministerial lanza la construction de una línea ferroviaria este-oeste de gálibo ancho. Al principio se le encargo la explotación a la RATP mientras que la SNCF le cedió las líneas de Saint-Germain-en-Laye y Vincennes para su constitución.
Hubo que esperar al esquema rector de 1965 para empezar el proyecto de una verdadera red regional. Esta red daba servicio a los nuevos desarrollos urbanísticos del área metropolitana parisina y los unía a la capital.

### Creación de la red
La construcción de la primera línea este-oeste fue licitada el 6 de julio de 1961 por Robert Buron, ministro de Obras Públicas y Transportes, en Pont de Neuilly. En rápido crecimiento del área financiera de La Défense hizo prioritaria la sección occidental del nuevo eje ferroviario, realizado estación a estación entre 1969 y 1977.
El 12 de diciembre de 1969 se inauguró la primera estación nueva y se acuñó el nombre de RER, la estación era Nation, y la línea se extendía hacia el este hasta Boissy-Saint-Léger. Unas semanas más tarde se abrió la sección occidental, muy esperada, entre Charles de Gaulle-Étoile y La Défense. Esta lanzadera inicial fue prolongada hacia el este hasta la nueva estación Auber el 23 de noviembre de 1971, después hacia el oeste hasta Saint-Germain-en-Laye conectándola a la antigua línea París - Saint-Germain-en-Laye (la más antigua de Francia) en Nanterre el 1 de octubre de 1972.
La unión entre ambos tramos se logró el 9 de diciembre de 1977 con la apertura de la estación de correspondencia Châtelet-Les Halles, hasta la que fue prolongada desde Luxembourg la línea de Sceaux, creando así un embrión del metro regional proyectado. En esta misma fecha se bautizó por fin a las líneas con letras (A y B) que ya se usaban oficiosamente por parte de la RATP. En esta primera fase, por tanto, se construyeron 6 estaciones subterráneas de gálibo ancho.

### Extensión de la red
Entre 1977 y 1983 se llevaron a cabo varias operaciones de gran envergadura. La SNCF ganó el derecho de crear sus propios itinerarios, que dieron lugar a las líneas C, D y E de RER.

#### Transversal ribera izquierda (transversale rive gauche)
Las estaciones pasantes de Invalides y Orsay se encontraban a 841 m de distancia, de manera que desde los años 30, la idea de unirlas mediante un túnel se estudiaba en la SNCF, pero la Segunda Guerra Mundial y la reconstrucción no permitieron que este proyecto se plasmase en obra.
Reabierto en 1964 por el ministro de Transportes, la construcción de un túnel resulta delicada por las zonas que atraviesa, el frente de la Asamblea Nacional y el Ministerio de Asuntos Exteriores que se encuentran en la ribera izquierda del Sena.
Este túnel de unión se abre al servicio finalmente el 26 de septiembre de 1979, creándose la línea Transversal Ribera Izquierda (transversale rive gauche). La línea de Versalles, muy modernizada ya (electrificación por catenaria) se une al área metropolitana de París servida por trenes de la estación de Austerlitz con el nombre de RER C. En mayo de 1980, Saint-Quentin-en-Yvelines se incorpora como una rama de la línea RER C.

#### Cobertura ferroviaria de Cergy-Pontoise
La aglomeración de Cergy-Pontoise, à 30 km al noroeste de París, verá durante los años 1970 tres proyectos en competición: aerotren del ingeniero Bertin, rama ferroviaria de La Nancelle desde la estación de Montigny-Beauchamp de la línea Paris-Nord - Pontoise y una compilación de nudos ferroviarios diversos con varios ejes de un total de 8,4 km de los cuales hay una nueva sección terminal a partir de la estación de Saint-Lazare.
El último proyecto fue el que se llevó a cabo, con una nueva sección de 3400 m de Nanterre-Université a Houilles con un viaducto sobre el río Sena, paso de 3 a 5 vías del tramo Houilles-Sartrouville del grupo V de FFCC suburbanos de Saint-Lazare con un salto de carnero, uso de la línea Achères - Creil con la construcción de una nueva estación en Achères y duplicación de la vía en el puente sobre el Sena, a continuación un nuevo tramo de 5 km que atravesaba el río Oise hacia la meseta de Vexin para dar servicio a la estación subterránea de Cergy-Prefecture, abierta el 1 de abril de 1979 tras 3 años de obras complejas y explotada por SNCF.
La línea se prologó 4 km en septiembre de 1985 hasta Cergy - Saint Cristophe siguiendo el eje de ampliación urbanística del municipio. Al mismo tiempo se crea una correspondencia en Conflans-Fin d'Oise con el grupo VI de los FFCC suburbanos de Saint-Lazare. La rama de Cergy se integró en la línea A de RER el 29 de mayo de 1988. El 29 de agosto de 1994, se amplía la línea 2,4 km hasta la nueva estación de Cergy - Le Haut.

#### Línea A a Marne-la-Vallée

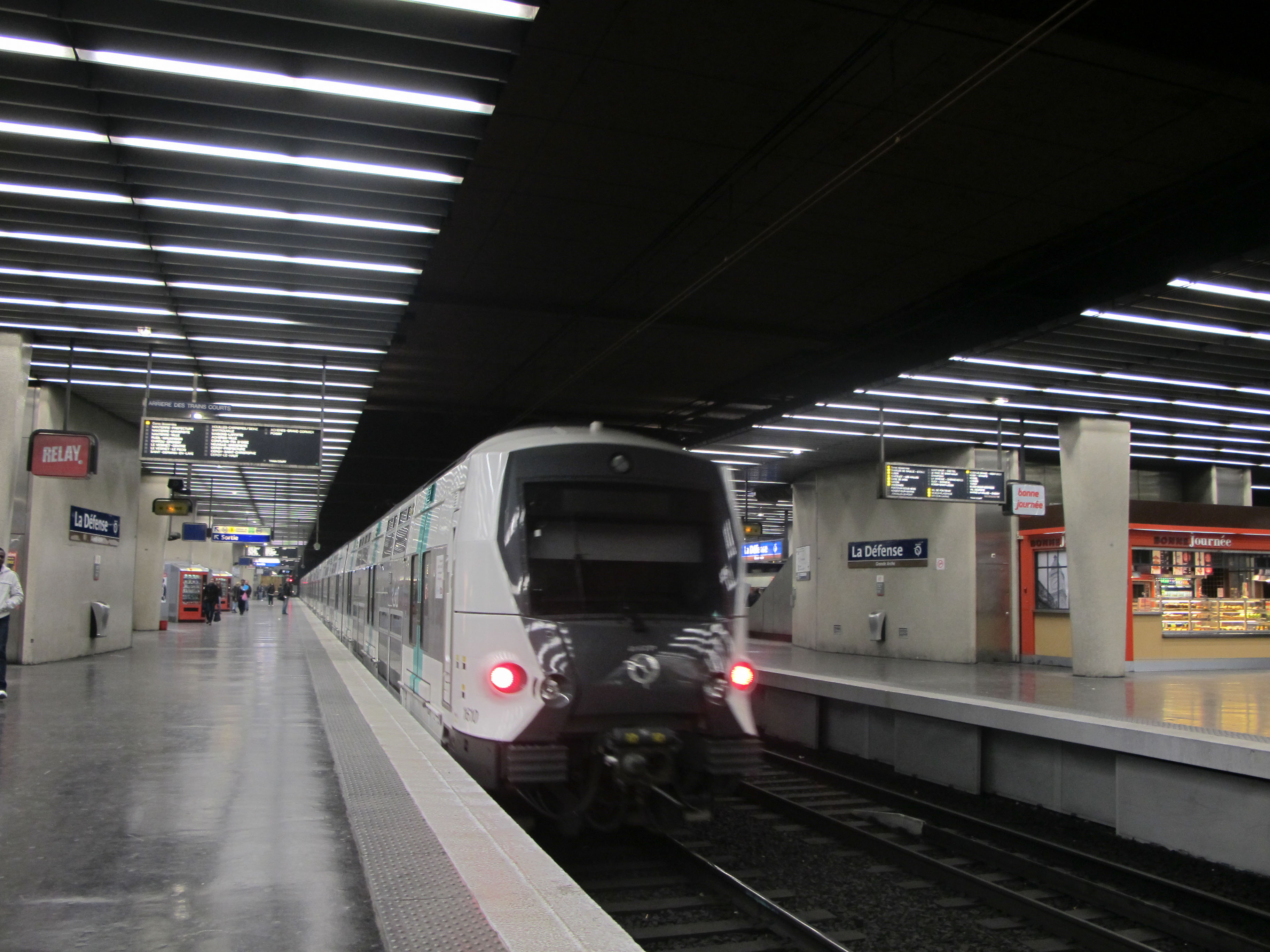
Un tren MI09

En 1977, la RATP crea la rama Noisy-le-Grand - Mont d'Est, al este de París, de la línea A que se separa de la misma tras la estación de Vincennes.
En 1980, se prolonga 8,7 km al este hasta Torcy (estación entonces denominada Torcy - Marne-la-Vallée), acompañando el desarrollo de Marne-la-Vallée. Abierta en diciembre de 1980, el tramo se explota con una lanzadera esperando recibir nuevo material móvil.
La línea se prolonga de nuevo en 1992 11 km al este hasta la estación de Marne-la-Vallée - Chessy (con la construcción entremedias de la estación de Bussy-Saint-Georges) para dar servicio a los Parques Disneyland Paris. En 2001 se inaugura en dicho tramo la estación de Serris-Montévrain - Val d'Europe.

#### Prolongación norte de la línea B

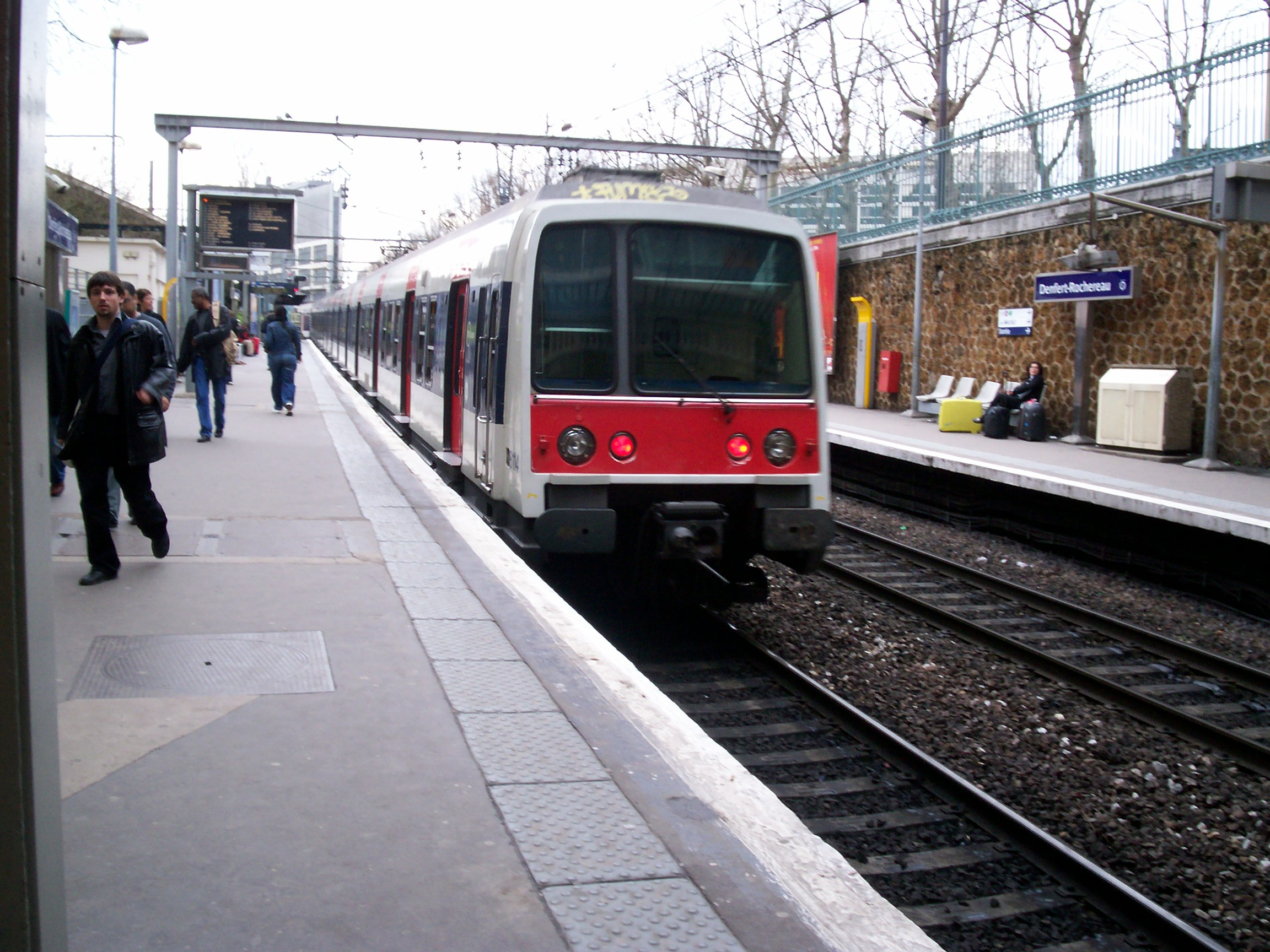

La última operación de enorme envergadura fue la creación de la estación subterránea de Gare du Nord que permitió terminar la línea RER B. Situada al este de la estación de largo recorrido a lo largo de la calle Faubourg-Saint-Denis, la estación subterránea, a diferencia de las de Austerlitz y Lyon fue más compleja de construir, con remanentes de la playa de vías que obligaron a construir saltos de carnero para no cizallar itinerarios. Formada por dos semi-estaciones de 315 m de longitud se abrió al servicio en dos fases a partir de 1981. El 7 de junio de 1983 se abrió la semi-estación oeste y la interconexión de punta a punta de la línea B, explotada conjuntamente por RATP y SNCF.

#### Nacimiento de la VMI
Esta actuación es tenida en cuenta por el sindicato de transportes parisinos el 28 de septiembre de 1977. Sin embargo, dada la polémica engendrada, la encuesta de utilidad de la línea no tuvo lugar hasta 1980.
La exigencia del ayuntamiento de Saint-Ouen de soterrar la línea al paso por el casco urbano retrasó aún más el proyecto, licitado en septiembre de 1984. Pero las exigencias de los vecinos afectados triplicaron el coste, retrasaron las obras seis años y volvieron el trazado y perfil de la línea particularmente mediocre, lejos de los estándares aplicados a las nuevas infraestructuras de las líneas A y B previstas al inicio de la creación del RER. Así, la velocidad en las interestaciones está limitada a 60 km/h o incluso 40 km/h en vez de los 90 km/h previstos.
Las obras empezaron finalmente en 1985 y se acabaron en 1988 tras muchas dificultades. La nueva línea Vallée de Montmorency - Invalides (VMI) se abrió al público finalmente el 25 de septiembre de 1988.

#### Línea D

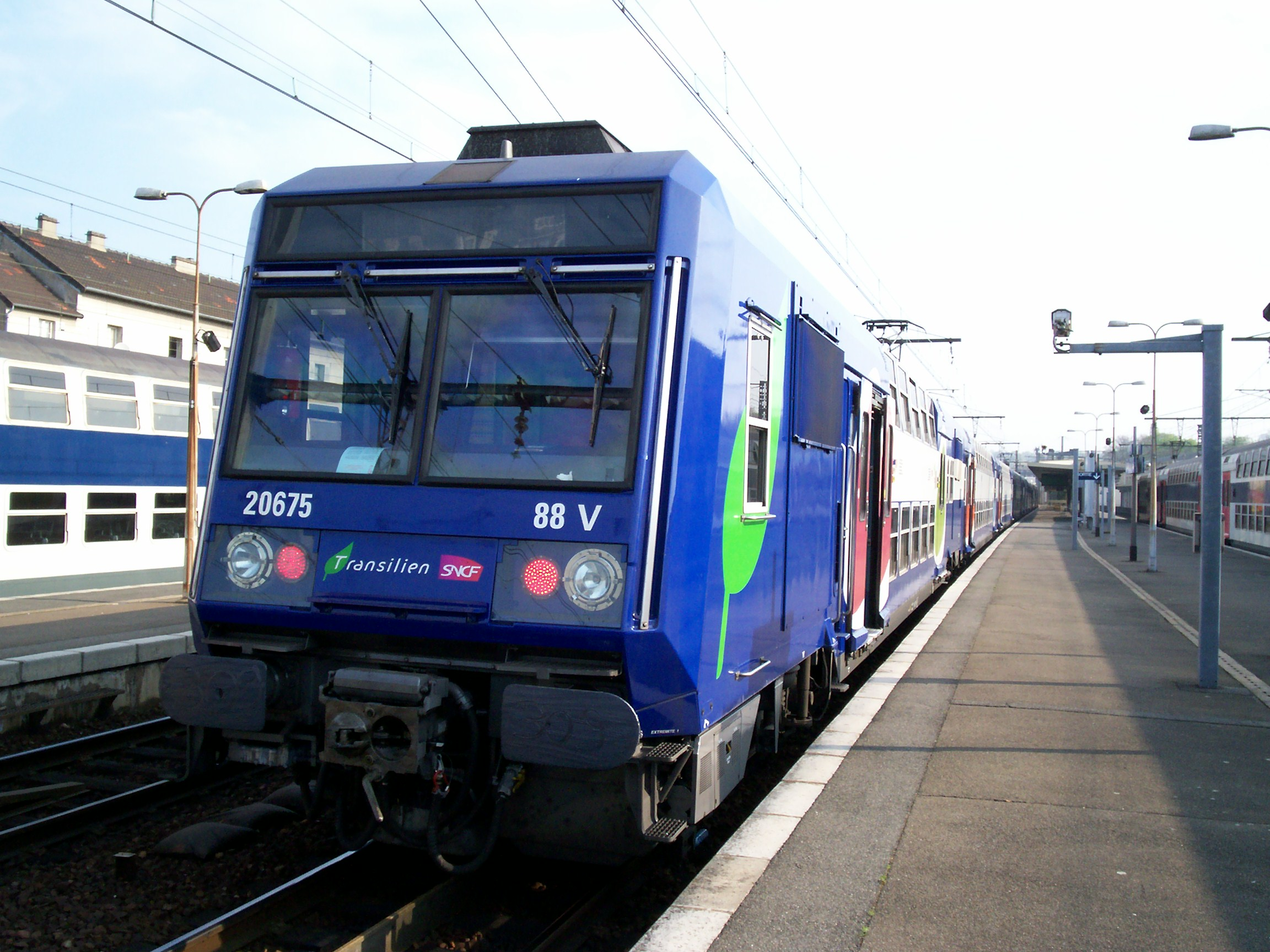

El esbozo de esta línea se creó en 1987 prolongando los trenes de la línea París-Norte - Creil hasta Châtelet-Les Halles. Pero la interconexión de las redes norte y sudeste tuvo que esperar a que se construyeran dos túneles de sentido único entre Châtelet-Les Halles y Gare de Lyon. La idea original era meterlos en el mismo túnel que los trenes de la línea A, pero era imposible por la densidad de tráfico. Las obras empezaron en 1992 y acabaron en 1995 permitiendo la creación de la línea D interconectada entre Orry-la-Ville y Creil al norte y Melun y Malesherbes al sureste.

#### Línea E

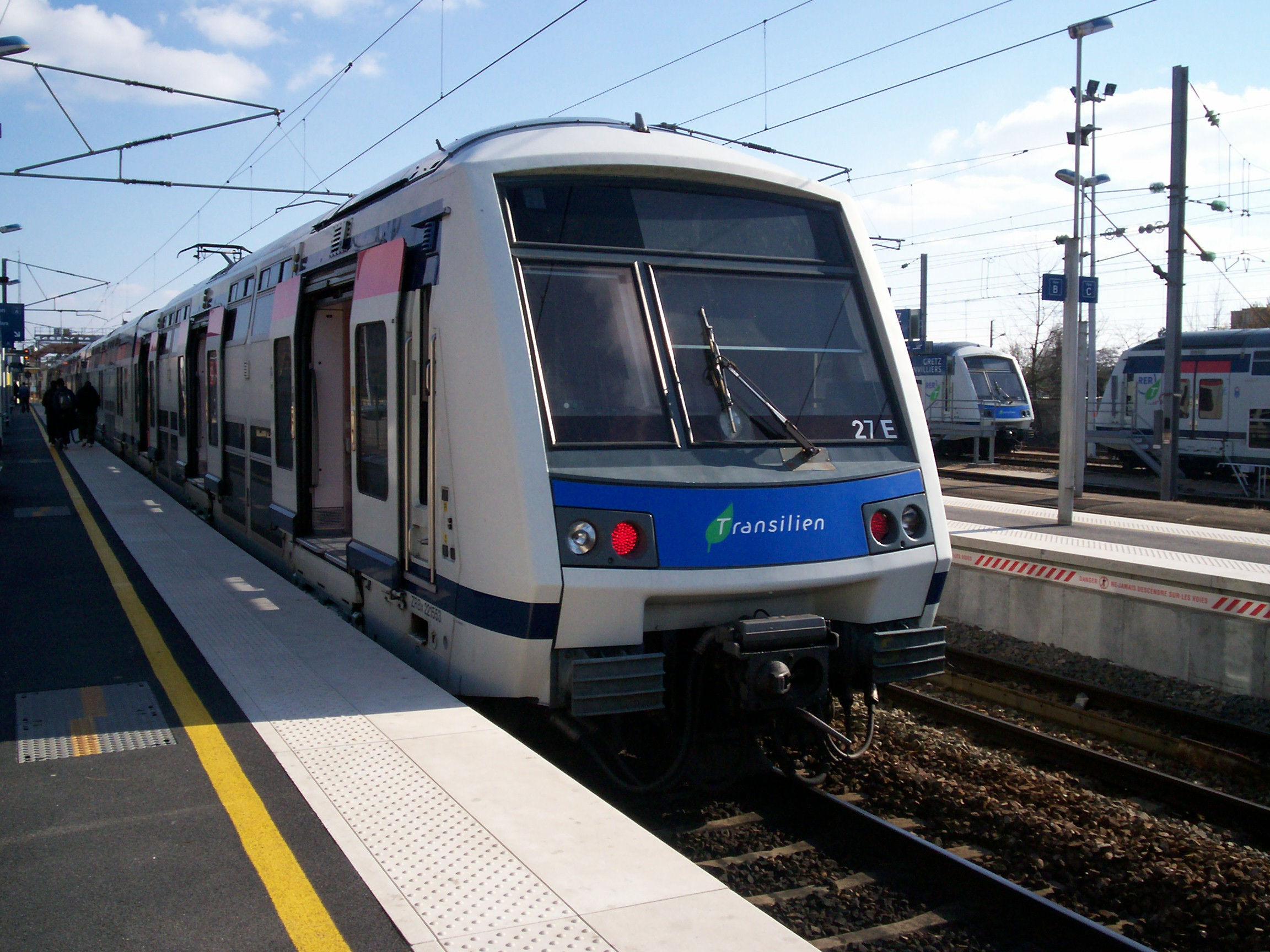

Une los suburbios orientales a la estación de Saint-Lazare. Es la más reciente de las líneas de RER.
Proyectada a finales de los años 1980 para descongestionar la línea A, el proyecto EOLE (Est-Ouest-Liaison Express) empezó a construirse en 1993. La profundidad de la línea es particularmente importante por la cantidad de túneles ya presentes en el subsuelo parisino (entre 25 y 45 m). La circulación está autorizada a 80 km/h. Dos estaciones son comparables a las construidas en los años 1970 y están muy cuidadas: Magenta y Haussmann - Saint-Lazare.
La nueva línea se abrió al público el 14 de julio de 1999, ampliándose una de las ramas de Villiers-sur-Marne a Tournan el 14 de diciembre de 2003.

### Situación actual
40 años más tarde, el RER está casi completo, no sin haber sido modificado respecto al proyecto inicial. En 2007 cuenta con cinco líneas: A, B, C, D y E. De las estaciones de largo recorrido parisinas, sólo Montparnasse carece de línea de RER, no obstante la línea de TGV que a ella llega está conectada con el RER en el nudo de Massy-Palaiseau.
El RER se compone esencialmente de líneas de la SNCF. En una primera fase el estado transfirió la explotación de líneas de SNCF a la RATP como la de Sceaux, Saint-Germain-en-Laye y Boissy-Saint-Léger. En una segunda fase conservó la explotación de las restantes adjuntándolas al RER. Únicamente el tramo La Défense-Vincennes de la línea A y el tramo Gare du Nord-Denfert Rochereau de la línea B han sido construidos por la RATP.
Esto explica porque los trenes de RER circulan por la izquierda como la mayoría de la red nacional (SNCF) mientras que las unidades del metro circulan por la derecha.
Otro aspecto interesante del RER es su relación con el Metro de París. El eje central de la línea A se eligió en un principio para descargar la línea 1 entre Charles de Gaulle-Étoile y Nation, la más saturada de la red. Sin embargo, la nueva línea es más rápida y da servicio al área metropolitana, por lo que atrajo rápidamente muchos usuarios llegando a la saturación.
Se puede constatar en menor medida un fenómeno parecido entre Châtelet-Les Halles y Gare du Nord en la línea 4 de Metro.

## Planos

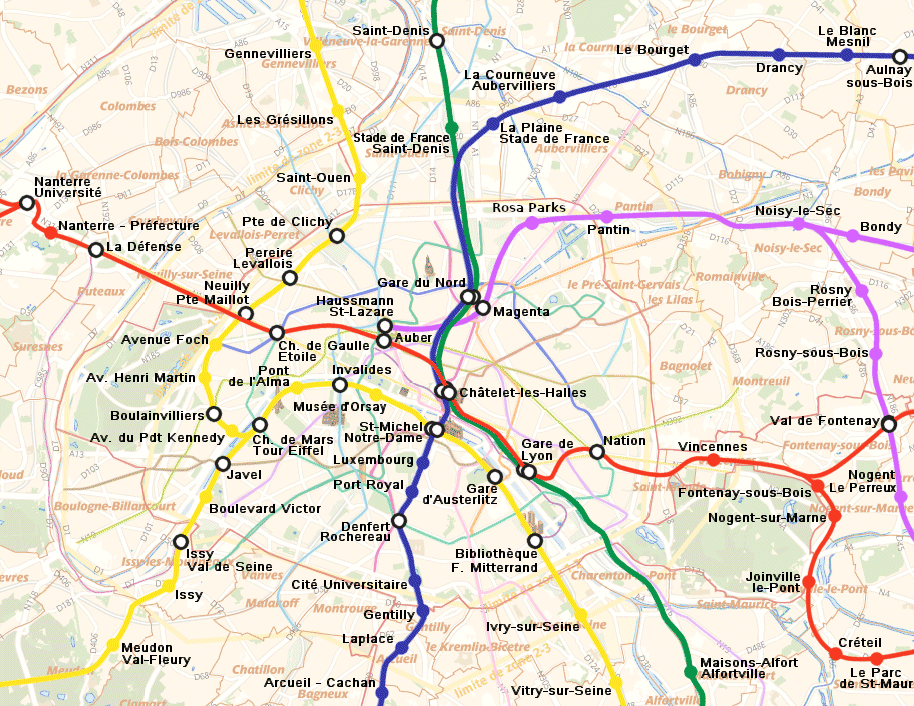
Zona central de RER a escala.

RER en 2007.

## Las líneas de RER
| Línea | Color | Inauguración | Estaciones | Longitud | Operada por |
| ----- | ----- | ------------ | ---------- | -------- | ----------- |
|       |       | 1969         | 46         | 109 km   | RATP/SNCF   |
|       |       | 1977         | 47         | 80 km    | RATP/SNCF   |
|       |       | 1979         | 86         | 186 km   | SNCF        |
|       |       | 1987         | 58         | 160 km   | SNCF        |
|       |       | 1999         | 21         | 52 km    | SNCF        |

## Futuro del RER
Las 4 líneas iniciales están acabadas a día de hoy. Dos obras de ampliación están programadas a medio plazo: la prolongación de la línea E al oeste (una única rama con destino Mantes-la-Jolie pasando por la Défense y Poissy ) y una eventual creación de la línea F pasando por Montparnasse hasta Mantes-la-Jolie.

### Ampliación de la Línea E
Prevista en un principio para unir los suburbios este y oeste y descongestionar la línea A muy saturada en horas punta, la línea E se ha quedado desde su apertura en 1999 como una simple extensión de FFCC suburbanos del este dentro de París.
Dos proyectos están en concurso para finalizar la línea.
- Túnel entre Haussmann - Saint-Lazare y las vías del FC Suburbano que parte de Saint-Lazare en Pont-Cardinet.
- Túnel de 10 km entre Haussmann - Saint-Lazare y La Défense vía Pereire - Levallois, propuesto por la EPAD.
Se prevé que vean la luz como pronto en 2015.

### Duplicación del túnel Châtelet-Les Halles - Gare du Nord
Este túnel está compartido por las líneas B y D. Es el factor que limita la fluidez de ambas líneas, sobre todo la D, siendo este túnel ferroviario de 3 km el más cargado de Europa con 32 trenes/h en hora punta con una capacidad máxima de 36 trenes por hora.
Desde 1995 con la apertura al servicio de línea D, la fiabilidad de la línea B ha disminuido. Si un nuevo túnel fue construido entre Châtelet-Les Halles y Gare de Lyon para la puesta en servicio de la línea D, en la unión entre Châtelet-Les Halles y Gare du Nord, la solución más económica que consistía en usar el túnel de la línea B fue la elegida.
El coste de la realización de este nuevo túnel se estima en unos 500 millones de euros. De hacerse permitiría disociar la explotación de la línea D y mejorar la regularidad y frecuencias en ambas líneas. Igualmente serviría para crear una nueva estación subterránea para todos los trenes suburbanos del norte de la Île de France.

### Futura línea F
El esquema rector de 1965 la incluía, pero nunca se hizo por diferentes razones:
- Al principio, los remanentes del proyecto de RER inicial llevaron a elegir el trazado actual de la línea B como línea norte-sur.
- Después, una línea de sustitutión fue creada para unir las antiguas líneas 13 y 14 de Metro entre Saint-Lazare e Inválidos.

En 2005, la línea 13 de Metro está saturada, lo que conduce al estudio de una línea de unión entre Saint-Lazare y Montparnasse de gálibo ancho. Su realización, aunque programada en el esquema rector regional de 1992, no figura en el Contrato del Plan 2000-2006, y sigue siendo proyecto.
En el proyecto inicial, esta línea F unía Argenteuil y Rambouillet utilizando las vías existentes de las redes suburbanas de Saint-Lazare y Montparnasse. Un nuevo túnel sería excavado entre las dos estaciones y un nuevo vestíbulo y andenes RER en Inválidos para enlazar con la línea C.
Frente a los inconvenientes del trazado inicial: (coste de construcción del tramo central, servicio en forma de bucle de los suburbios oeste y suroeste), un trazado alternativo se propuso integrando a la actual línea E una gran transversal Noreste/Suroeste.

## Material móvil
Se reparte en tres grupos:
- Material móvil para líneas operadas por RATP que funciona a 1500 V CC
- Material móvil de interconexión para líneas operadas conjuntamente: bitensión 1500 V CC/25 kV CA
- Material móvil para líneas operadas por SNCF: funciona a 25 kV CA

En el pasado se han usado las series Z 3400, Z 23000 y MI 88, en la actualidad se muy diversas series bitensión o monotensión: MS 61, Z 5300, Z 8100, MI 79, MI 84, Z 5600, Z 8800, Z 20500, MI 2N, Altéo, Z 22500 y Z 20900

## Impacto socioeconómico
Es difícil de estimar. Los tiempos de recorrido, concretamente en los ejes este-oeste y norte-sur han disminuido de forma espectacular. Gracias a la estación central de correspondencia de Châtelet-Les Halles, incluso los viajes en diagonal de una línea a otra son más rápidos que con las correspondencias anteriores vía metro. Por ello, la red ha sido un gran éxito desde su apertura.
Como parte negativa del éxito, las líneas A y B se saturaron rápidamente sobrepasando las demandas esperadas: hasta 55000 viajeros por h y sentido en la línea A, la más saturada, la cifra más alta del mundo excluido Japón.
A pesar de las frecuencias cercanas a 2 min dentro de la parte central de la línea A, posibles gracias a un nuevo sistema de señalización de 1989 llamado SACEM y la introducción parcial de trenes de dos plantas (MI2N) desde 1998, la línea A sigue especialmente saturada en hora punta
Mientras que el metro y los transportes de superficie sufren una relativa saturación y son significativamente más lentos, el aporte del RER a la economía de la Île de France es indiscutible.
Utilizado para viajes de ocio, el RER no es más que una evolución. Aproximando los suburbios alejados del centro de París, la red ha ayudado significativamente a la reintegración de una capital tradicionalmente "insular" con su periferia. Se puede constatar la evidencia de este impacto social en Châtelet-Les Halles, cuyo barrio está muy frecuentado por habitantes del área metropolitana por la noche y los fines de semana.